# Kruiskapel (Grevenbicht)
De Kruiskapel is een kapel in Grevenbicht in tweelingdorp Grevenbicht-Papenhoven in de Nederlands Zuid-Limburgse gemeente Sittard-Geleen. De kapel staat in het westen van het dorp aan de straat Achter de Kruiskapel, vlakbij waar deze uitkomt op de Heilig Kruisstraat. Op ongeveer 80 meter zuidelijker staat de Protestantse kerk.
De kapel is gewijd aan het kruis.

## Geschiedenis
In 1400 werd de kapel voor het eerst in schriftelijke bronnen vermeld, maar de kapel was waarschijnlijk al veel ouder. Tot in het begin van de 19e eeuw lag er rond de kapel een gracht en een kerkhof.
In 1913 werd de kapel gebouwd op de plaats waar eerder een grotere kapel gestaan had.
In 2007 werd de kapel gerestaureerd door vrijwilligers en ondersteuning van het Gabriëlfonds.

## Bouwwerk
De bakstenen kapel is opgetrokken op een rechthoekig plattegrond en wordt gedekt door een zadeldak met leien. De gevels waren ooit wit geschilderd maar het wit is er met een restauratie weer afgehaald. In de beide zijgevels is een rondboogvenster met glas-in-lood aangebracht, waarbij voor elk venster twee stenen zuiltjes zijn geplaatst. Op de vier hoeken van de kapel zijn er haakse steunberen geplaatst. De frontgevel en achtergevel zijn een puntgevel en tegen de nok van het dak is bovenin op beide gevels een rood kruis bevestigd. In de frontgevel bevindt zich de korfboogvormige toegang aangebracht die wordt afgesloten met een smeedijzeren hek.
Van binnen is de kapel wit gestuukt en heeft het een houten tongewelf. tegen de achterwand is het altaar geplaatst. Boven het altaar hangt aan de achterwand een houten kruis met corpus.